# Naver Whale
Naver Whale（韓語：네이버 웨일）是韩国Naver公司开发的免费网页浏览器，Android移动版于2018年4月13日发布。

## 特性
浏览器自2011年面世以来一直基于Chromium内核，因而兼容Google Chrome应用程序。
内置的Naver Papago人工智能翻译服务可将网页翻译成韩文、日文、中文及其他语言
浏览器的扩展程序可在Whale Store中使用。